# Список дворянских родов Минской губернии

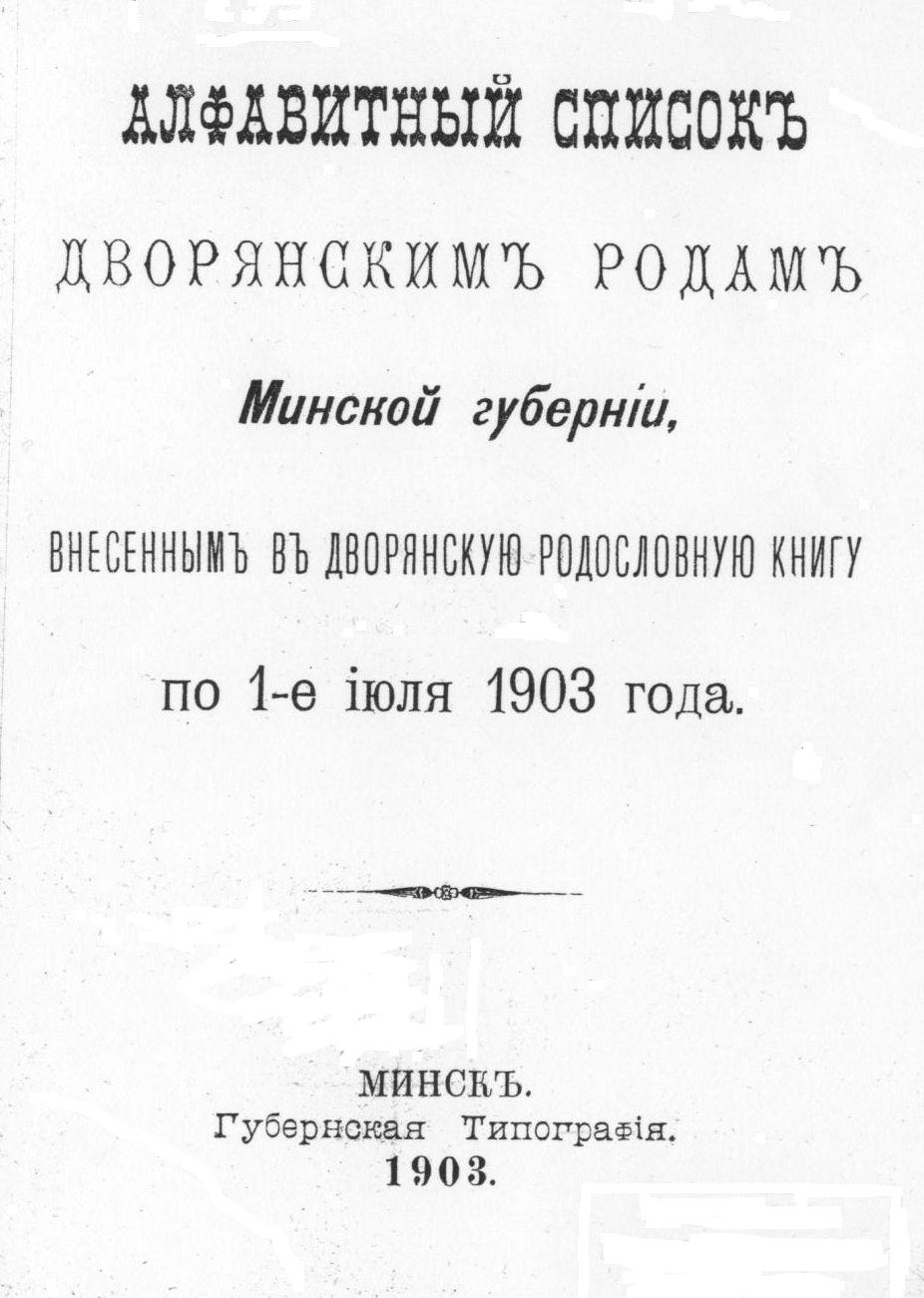
Титульная страница Алфавитного списка дворянских родов Минской губернии за 1903 г.

Спи́сок дворя́нских родо́в Ми́нской губе́рнии (полное название — «Алфавитный список дворянским родам Минской губернии») — официальное печатное издание Минского дворянского депутатского собрания, которое приводит список дворянских фамилий и лиц с указанием их титулов, только номера по порядку и года утверждения их в дворянстве, части РДК в которую они внесены (оригинал издания списка не структурирован по частям).
Данные этого списка публиковались на основании Родословной книги дворян, которая велась губернскими предводителями дворянства по годам и алфавиту. После 1917—1918 гг. не было репринтного воспроизведения этого списка. Список присутствует по одному экземпляру оригинала этой публикации согласно каталогам в исторических научных библиотеках Украины, России и Белоруссии.

## Описание издания
Этот список издан Минским Дворянским депутатским собранием в Минске в губернской типографии в 1903 году с разрешения минского губернатора, и эта книжка имеет 162 страницы. Текст списка напечатан старорусским языком, заметно старание авторов передать в русском языке звучание польских фамилий с польского языка. Некоторые польские фамилии носили этнические белорусы из-за ополячивания Белоруссии. Авторы списка указали варианты чтения (ещё в скобках). Печатный текст списка не имеет русской буквы «ё». Встречаются немецкие фамилии с характерной приставкой «фон», итало-французские — с приставкой «де». В списке по алфавиту, когда встречаются двойные (или тройные фамилии) с разными заглавными буквами напечатанные через тире, при определении, куда вносить по порядку такую фамилию, авторы списка делали выбор по распространённому правилу — какой фамилии отдавал предпочтение носитель этой фамилии (его основная). Все фамилии данного издания были опубликованы во множественном числе. Их общее число по порядку — 2038 (встречаются однофамильцы записанные с отдельными номерами по порядку с указанием разных дат утверждения в дворянстве и разными частями РДК в которые их внесли). Данный список размещён на 130 печатных страницах. На 130-й странице присутствует запись: «Татарские роды, внесённые в особо установленный список» (с № 2024—2038). Далее (на страницах 131—162) присутствует «Список Минским Губернским Предводителям Дворянства» (на стр. 131—133 в хронологическом порядке имена губернских предводителей и даты их службы), «Список Уездным Предводителям Дворянства Минской губернии» (на стр. 134—148 в хронологическом порядке имена уездных предводителей по каждому уезду и даты их службы), «Список Депутатам Дворянства Минской губернии» (на стр. 149—161 в хронологическом порядке имена и даты их службы), «Список Секретарям Минского Дворянского Депутатского Собрания» (на стр. 162 в хронологическом порядке имена и даты их службы).

## Исторические условия создания Списка дворян Минской губернии
- В это издание вошла только часть древнейшей шляхты (старинной белорусской шляхты в генеалогии которых встречался исторический период племени радимичей). Никогда не существовало полного списка дворян Российской империи. Даже много признанных шляхтичей в российском дворянстве по отдельным губерниям этнической Белоруссии, уже присутствующих в губернских официальных изданиях не публиковались во всероссийских[1]. Так в Памятных книжках Могилёвской губернии публиковался в 1870—1871 гг. (в оглавлении) императорский указ со списком белорусских фамилий шляхты Великого Княжества Литовского провинции Речи Посполитой, где упоминалось о разборе шляхты и отказе признать в российском дворянстве, о переводе в податное сословие мещан и крестьян старой белорусской шляхты, упразднении ВКЛ и ликвидации его юридического поля (правового поля), образовании Царства Польского без его былого влияния на этнические территории Белоруссии, формировании нового административного устройства и т. п. причин.
- Среди причин отказа признания в российском дворянстве старой белорусской шляхты в новой политической ситуации было участие в национальных восстаниях из-за не лояльности к новому политическому режиму (Восстание Костюшко 1794 г., участие в войне 1812 г. против России[2], Польское восстание (1830), Польское восстание (1863) и т. п.); отсутствие обязательной выслуги на государственной (военной) российской службе и т. п. причин. Среди шляхты без энтузиазма воспринималась обязательная военная служба после событий гибели всего корпуса минского подразделения сформированного из шляхтичей, когда оно специально было брошено российским руководством в горнило боя, при сохранении военнослужащих выходцев из России. Этим объясняется существовавший временной перерыв в датах официальных признаний и утверждений в российском дворянстве шляхтичей российским Государь Императором[3]. Хотя представления документов официально в Санкт-Петербург по закону должны были подавать ежегодно из каждой белорусской губернии, но в современных архивах РГИА и РГАДА нет чётко ежегодного архива об этом за период 1785—1917 гг..
- Тем более, что стратификация (условия формирования) элиты белорусской нации в ВКЛ отличалось от российских реалий — формирование российской элиты зацикливалось на материальную зажиточность, тенденциозно подчёркивая социальный статус, что якобы отличительная особенность благородства для признания в дворянстве это материальный достаток. В связи с чем интересна история создания категории «дворян однодворцев», ведение отдельно «ревизских сказок» по этой категории[4]. Особое внимание привлекает административная нестабильность и нарочитая путаница усложнявшая поиски документального доказательства шляхетского происхождения для признания в дворянстве, так как архивы формировались именно по административному названию, но аналитической работы не проводилось (куда могли попасть документы), письменно не фиксировалась эта особенность, справочного аппарата и информационных технологий (подобных современным) не было. К примеру, основанная Могилёвская губерния (1772), переименована в Белорусскую губернию (1796—1801), потом вновь названа «Могилёвская губерния» в 1802 г., а перед тем она носила название «Могилёвское наместничество» (1778—1796), и как ни странно с центром в г. Витебск (не в г. Могилёве). Та же ситуация по уездам, к примеру по юрисдикции некоторых населённых пунктов: Рогачёвская провинция, потом — Рогачёвский уезд (с 1900 г. — Гомельский уезд), а дела Рогачёвского уезда велись до 1850-х гг. и вовсе в Белицком уезде (переименованный в 1852 г. в Гомельский уезд). Новый режим не только изобретал усложнения процедуры признания белорусской шляхты, но и методы ликвидации былого административного деления. К примеру, в Могилёвской губернии Рогачёвский уезд с центром в г. Рогачёв до 1772 г. был Рогачёвским староством с центром в г. Рогачёв в Речицком повете Великого княжества Литовского, а в Российской империи центр Речицкого повета перенесли из Речицы в Бобруйск (1772—1793 гг.) с названием «Речицкий повет» (с последующим формированием уезда Речицкого в 1793 г.) и т. п..
- Бывали случаи, когда представителей древней шляхты не признавали в дворянстве и не вносили их в 6-ю часть списка РДК, из-за чего те вынуждены были в новой политической ситуации через государственную службу (через российские награды) получать утверждение в российском дворянстве. Этим объясняется, почему разные ветки одного рода (одной фамилии) встречаются в разных частях списка РДК, хотя это как правило представители одного рода. Немаловажно учесть в истории признания в российском дворянстве шляхты данной губернии Белоруссии факт конфликта менталитетов и мировоззрений на социальное устройство общества, так как белорусская шляхта имела менталитет с традициями Вече Руси (избрание князей княжить), находилась в Великом княжестве Литовском и под влиянием Речи Посполитой. Где Статут Литовский был образцом для европейских стран, а Польша была колыбелью современной европейской демократии — короля избирала шляхта (к примеру, электоры Крупские в числе прочих были избирателями королей в 1595—1648 гг. и в 1669—1673 гг.[5], 1697 г.[6]).
- К тому же большое число белорусской шляхты было конкурентом для российских чиновников в установлении нового режима в обществе, что немаловажно было в вопросе количества признаваемой шляхты в российском дворянстве, и признания прав белорусской шляхты равноценных российскому дворянству. В документах ВКЛ можно встретить то, что всё что за г. Смоленском на восток от ВКЛ это не Русь, а Окраина Русская[7][8][9]. Немаловажную роль имели репрессии и дискриминации новой политики в упразднении Греко-Католической Церкви, контроля Римо-Католической Церкви, что заметно при составлении родословного древа, когда необходимо извлекать документы из католических метрик до 1830-х гг. и после из православных по одной и той же церкви данной губернии в Белоруссии[10]. Свобода шляхетская в данной губернии уже имела традиции тогда, когда в России дворянство её получила только в 1785 г. — Грамота на права, вольности и преимущества благородного российского дворянства. Шляхта данной губернии оказалась в ситуации, когда без её участия и учёта её мнения её судьбу решала в 1772 г. Российская империя, Прусское королевство и Австрийская империя при Первом разделе Речи Посполитой.
- Незадолго до Октябрьского переворота 1917 г. и была учреждена Департаментом Герольдии Правительствующего сената так называемая Всероссийская дворянская родословная книга — для лиц, выслуживших дворянство, но по каким-либо причинам не причисленным к дворянству определённой губернии. Дело в том, что в начале XX в. дворянские собрания получили право отказывать в причислении к местному дворянству. Иногда при этом они руководствовались вероисповеданием данных лиц: без энтузиазма рассматривались, к примеру, подобные ходатайства лиц иудейского вероисповедания. Впрочем, и христианину могло быть отказано в причислении к дворянству данной губернии. Так, например, Московское дворянское депутатское собрание отказало во внесении в местную родословную книгу князьям Гантимуровым, утвержденным Сенатом в достоинстве князей тунгусских, поскольку семья не имела в губернии недвижимой собственности.
- Принадлежность к дворянству доказывалась в губернском дворянском собрании; с 1785 г., то есть со времени издания Императрицей Екатериной II «Жалованной грамоты дворянству», лица, признанные в дворянском достоинстве по происхождению или по личным заслугам, вносились в губернскую родословную книгу; из губернии дела о дворянстве поступали на утверждение в Герольдию Сената; туда же из губернских собраний ежегодно высылались списки лиц, причисленных к уже утвержденным в дворянстве родам. Происхождение из дворян определённой губернии фиксировалось и в послужных списках чиновников и военных, хотя часто указывалась не губерния, по которой числился их род, а губерния, в которой родились они сами[11].

## Содержание Списка дворян
стр. 3
Абламович, Абрамович, Абрамовский, Ададуров, Адамович,
 стр. 4
Акоронко, Александрович, Алексеев, Алопеус, Амброжевич, Андреевский, Андржеевский, Чехович-Андроновский, Андрусевич, Андрушкевич, Антоневич, Антонов,
 стр. 5
Анцута, Арамович, Арестов, Архангельский, Арцимович, Арцишевский, Бабицкий, Бабич, Байков, Бакиновский, Балванович,
 стр. 6
Балевич, Баранович, Барановский, Баранцевич, Бардзкий, Бартошевич, Бачижмальский, Бейнарович, Бельдзишевский, Бенедиктов, Юхнович-Бербаш,
 стр. 7
Бересневич, Берло, Бергман, Бернович, Бесман, Эгон-Бессер, Бехлия, Биберштейн-Бляурок, Бильмин, Белыницкий-Бирюля, Бирюкович, Бииолт, Блажеевич,
 стр. 8
Блощинский, Блуси, Бобинский, Доливо-Бобровицкий, Бобрович, Бобровский, Бобров, Богаревич, Богданович, Дворжецкий-Богданович, Богданский, Богдашевский, Богуславский,
 стр. 9
Богуцкий, Богушевич, Богушевский, Богуш, Божичко (Горват-Божичко), Бокун, Бокша, Болтуц, Больцевич, Бондзкевич, Бончевский, Борздынский, Борзобогатый,
 стр. 10
Борисевич, Борковский, Боровик, Боровский, Бородзич, Шумиот-Борсук, Борсук, Борткевич, Боханов, Бохвиц,
 стр. 11
Бочковский, Боярский, Гиерш-Брам, Браун, Бржезинский, Бржеский, Бржозовский, Брилевский, Брозин, Броновицкие, Брохоцкий, Будзяновский,
 стр. 12
Будзиский, Будкевич, Будницкий, Будный, Будревич, Бузановский, Буйвид, Буйко, Буйневич, Нестюш-Буйницкий, Буковский, Букраб, Булат, Булгак,
 стр. 13
Булгарин, Булевский, Бурло-Бурдзицкий, Буславский, Бутвиловский, Бутович, Бутримович, Буховецкий, Буцевич, Бучинский, Быковский,
 стр. 14
Былевский, Былино, Бегичевы, Белевич, Беликович, Белинович, Белькевич, Бельский, Белявский, Беляев,
 стр. 15
Беляцкий, Вагнер, Валицкий, Вальчевский, Вангин, Ванькевич, Ванькович, Ванновский, Василевский,
 стр. 16
Васневский, Васькевич, Вахрамеев, Вашклевич, Вейтко, Веленчиц, Величко, Венглинский, Вендорф, Венцкевич, Венцковский, Венцлавович, Вераксо, Веренько,
 стр. 17
Верещако, Вержбицкий, Вержбовский, Даревский-Вериго, Вериго, Верниковский, Версоцкий, Верцинский, Щербович-Вечер, Вешеневский, Вещицкий, Видгант, Визгерд, Вилкомирский,
 стр. 18
Вилькицкий, Вилькошевский, Вильпишевский, Вилямовский, Винарский, Вирпша, Вислоух, Витковский, Витович, Вишневский,
 стр. 19
Вищинский, Войдзевич, Войзбун, Войнилович, Войнич, Войно, Сидорович-Война, Войткевич, Войцехович, Войцеховский,
 стр. 20
Волкановский, Волк, Ланевский-Волк, Карачевский-Волк, Воллович, Волнистый, Володзько,
 стр. 21
Володкович, Воложинский, Волосевич, Волотовский, Вольбек, Вольский, Мягчилович-Вольский, Волянский, Воронич, Воронкович, Воронович, Вороновский, Воротницкий,
 стр. 22
Воротынец, Восинский, Вощинин, Вроблевский, Врублевский, Выгановский, Выковский, Высоцкий, Вышомирский, Гавдзилевич, Гаврикович,
 стр. 23
Гаврилов, Гайко, Галковский, Галькевич, Гамликевич, Гарабурда, Гарасимович, Гарглинович, Гарин, Гартинг, Гаусман, Гациский, Гевартовский, Гедимин, Гедройц,
 стр. 24
Гедронович, Гейдукевич, фон-Гельмерсен, Гемпель, Гендзвилло, Гензель, Гербурт-Гейбович, Герике, Геркан, Герлович, Ижицкий-Герман, Герман, Геровский, Гецевич, Гечевич,
 стр. 25
Гзовский, Гижицкий, Гилевский, Гинденбург, Гульденбалк-де-Гиндль, Дзевялтовский-Гинтовт, Гинтовт, Гладкий, Гладковский, Гласко, Глинский, Гловацкий, Глушановский, Гнатовский,
 стр. 26
Гневчинский, Гноинский, Яштольд-Говорко, Годачевский, Годебский, Годецкий, Годзеевский, Гоздава-Годлевский, Гоздзельский, Голиневич, Головачев, Головач, Головня, Голуб, Голубовский,
 стр. 27
Голеевский, Гомолицкий, Гонсевский, Гонтарский, Гоос, Гракало-Горавский, Гораин, Горачко, Горбатовский, Горбачевский, Горватт, Горват-Божичко (Божичко),
 стр. 28
Воропай-Гордзеевич, Городецкий, Горский, Горнич, Готфрид, Грабовский, Грегорович, Грекович, Гречина, Гржибовский, Гриневецкий,
 стр. 29
Гриневич, Гриневский, Гринкевич, Гринсберг, Гринцевич, Ужумедзкий-Грицевич, Грицкевич, Гроностайский, Гросс, Гротуз,
 стр. 30
Грудзинский, Грудницкий, Грушвицкий, Гудыновский, Гузельф, Гуринович, Жданович-Гуринович, Гурский, Гуськов, Гутковский, Гутовский, Гуторович,
 стр. 31
Гущо, Давидовский, Данейко, Медсуе-фон-Данненштерн, Данилевич, Данилович, Дановский, Корибут-Дашкевич, Двораковский,
 стр. 32
Делинсгаузин, Демидецкий-Демидович, Денисевич, Деревоед, Деренговский, Дзедзюля, Волчацкий-Дземидович, Дземянович, Дзердзеевский, Дзержинский, Дзикович, Радзиванович-Дзичковский, Дзиовго, Дзедзицкий, Дзятко, Диякевич,
 стр. 33
Длугопольский, Длужневский, Дмитровский, Шимко-Гржибовский-Дамишевич, Дмоховский, Добровольский, Добржинский, Довнарович,
 стр. 34
Запольский-Довнар (Довнар-Запольский), Домановский, Доманский, Домашевич, Домбровский, Доморацкий, Донброво, Донбровский,
 стр. 35
Дорожинский, Дравдзик, Држневич, Дрижинский, Дроздович, Дроздовский, Дружиловский, Дубелевский, Качан-Дубенецкий, Дубиковский, Дубинский, Дубицкий, Дубовецкий,
 стр. 36
Дубовик, Дубовский, Дудин, Дулевич, Дулич, Дунаевский, Шимкович-Душевский, Дыбовский, Дынников, Езерский, Еленский, Ельницкий, Ельский, Елец, Ендржеевский,
 стр. 37
Ергольский, Ержикович, Ермаков, Есьман, Жабчиц, Жаврид, Жакет, Жданович, Круковский-Жданович, Жебровский,
 стр. 38
Жеглинский, Жеготт, Желиговский, Желиховский, Желязовский, Жибурт-Жибуртович, Живицкий, Живицо, Жидович, Жижемский, Жижневский, Жилинский, Жиркевич, Житников, Жмиевский,
 стр. 39
Жолковский, Жолнерович, Жолнеркевич, Жолондзь, Миткевич-Жолтко, Жонгайлович, Жондловский, Жудро, Жук, Жуковский, Журавский, Журомский,
 стр. 40
Заблоцкий, Забродзкий, Забелло, Завадзкий, Завадский, Завитневич, Завиша, Загоровский,
 стр. 41
Загорский, Загурский, Задольский, Заиончковский, Заикин, Заленский, Залеский, Заливако, Заливский, Кердея-Замайский, Замбржицкий,
 стр. 42
Заневский, Зан, Занцевич, Зароский, Засадзкий, Зассь, Затворницкий, Заусцинский, Захаров, Захарченко, Зборовский, Зборомирский, Згирский, Згоржельский,
 стр. 43
Зданович, Здзеховский, Зелионко, Земацкий, Земеля, Зендлигер, Зенкевич, Зенкович, Зенькович, Зенковский, Зенович, Зимницкий,
 стр. 44
Зимодро, Злотковский, Змачинский, Зморович, Знамеровский, Иллинич-Зубко, Околов-Зубковский, Зубович, Зубовский, Зуевский, Зундеваль, Иваницкий, Ивановский,
 стр. 45
Иванов, Ивашкевич, Игнатович, Иговский, Извеков, Инчик,
 стр. 46
Исадский, Исаевич, Исаченко, Наркевич-Иодко, Иодзевич, Иозефович, Иолшин, фон-Иорк, Иотейко, Кавецкий, Кагль, Кадзевич, Кажинский, Казанский,
 стр. 47
Казарин, Казарский, Казимирский, Казновский, Каллаур, Каленчинский, Калусовский, Каменский, Багрин-Каминский, Каплан, Каплинский, Капустинский, Карабанович, Карвовский, Карлович,
 стр. 48
Карницкий, Карпинский, Карпович, Карчевский, Касперович, Катанский, Качановский, Качинский,
 стр. 49
Кашиц, Кваснецкий, Квятковский, Квашнин, Кевлич, Толлят-Келпша, Келчевский, Кеневич, Кеневич-Бенько, Керсновский, Керножицкий,
 стр. 50
Лабецкий-Киборштович, Кимбар, Кисель, Кистер, Клецкий, Клечковский, Клещевский, Климанский, Климашевский, Климович, Климонтович, Клишевский, Клионовский,
 стр. 51
Клиотт, Клокоцкий, Клочковский, Клюковский, Ключинский, Кмито, Книшевский, Кнобельсдорф, Кобордо, Кобылинский, Кобылянский, Ковалевский, Коверский,
 стр. 52
Ковнацкий, Ковригин, Кодацкий, Кодзей, Козакевич, Поклевский-Козелло, Козельский, Козловский, Козляковский,
 стр. 53
Козубовский, Колачинский, Колб-Селецкий, Стадницкий-Колендо, Колесинский, Колковский, Гесский-Колодзинский, Колонтай, Колосовский, Колышко, Колпаковский, Стаховский-Комар,
 стр. 54
Коморницкий, Комоцкий, Кондратович, Конколович, Кононович, Конопацкий, Коноплицкий, Константинович, Конский, Копалинский, Коперницкий, Копець, Будзиславович-Копець, Карафа-Корбут,
 стр. 55
Корейво, Корженевский, Корженевич, Корзон, Корзун, Корзюк-Залеский, Залеский-Корзюк, Коркозович, Корозо,
 стр. 56
Королькевич, Короткевич, Корвин-Короткевич, Корсак, Коротышевский, Корчиц, Коссаковский, Коссаржевский, Коссобуздкий, Косолапов, Коссовский, Костровицкий, Косцюкевич,
 стр. 57
Котлубай, Котковский, Котович, Кошко, Краевский, Красинский, Красовский, Крассовский, Дубисса-Крачак, Крашевский,
 стр. 58
Крейчман, Крепский, Крживицкий, Кржижановский, Войновский-Кригер, Криницкий, Кротовский, Крощинский, Ощевский-Круглик, Круковский, Крупский, Крупко,
 стр. 59
Ксеневич, Кукевич, Кулаковский, Кулеша, Кулешевич, Кульчицкий, Кудзинович, Куневич, Куницкий, Кун, Кунцевич,
 стр. 60
Курадовский, Санютыч-Курачицкий, Курженецкий, Курзанов, Курилович, Куровский, Кучевский, Корвин-Кучинский, Кучинский, Лазаревич, Лазовский, Лановский, Лапицкий,
 стр. 61
Лаппо, Ласский, Ластовский, Латынин, Лашкарёвы, Лебедзинский, Левандовский, Левицкий, Левкович, Цеханович-Левкович,
 стр. 62
Волк-Левонович, Легатович, Ледницкий, Лембич, Леневич, Иногорский-Ленкевич, Ленкевич, Ленский, Лентовский, Леонович, Леосевич, Лепковский, Швогер-Леттецкий, Лечицкий, Лешевич, Лешкевич-Зенович-Ольпинский,
 стр. 63
Лешковский, Лилье, Вебер-де-Линбург, Липень, Липинский, Липницкий, Тюхай-Липский, Липский, Лисицкий,
 стр. 64
Лисовский, Лифанов, Лиходзеевский, Лобанович, Лобоцкий, Лозинский, Монтыгерд-Лойбо, Ржендзевский-Лойко, Лончковский, Лопатто, Быковский-Лопотт, Лопушинский, Лубянец,
 стр. 65
Лукавский, Лукашевич, Лукашевич, Луцевич, Луцкевич, Лыков, Лычковский, Лышкевич, Лыщинский, Князь Друцкий-Любецкий,
 стр. 66
Любимов, Любичанковский, Любовицкий, Люторович, Лявданский, Лякмунт, Брант-Лянге, Лясковский, Тендетник-Лясковский, Ляуданский, Ляцкий, Ляхович, Магер, Магнушевский, Маевский,
 стр. 67
Мазуркевич, Макаревич, Макарович, Макарский, Маковецкий, Маковский, Максимович, Малахов, Малиновский, Малинский, Малишевский, Малцужинский, Малынич, Малышевич,
 стр. 68
Малыщицкий, Малькевич, Мальчевский, Малюшицкий, Манцевич, Маньковский, Марбург, Маркевич, Жуяртовский-Маркиянович, Марсант, Марцинкевич,
 стр. 69
Марциновский, Марченко, Массальский, Масловский, Матулевич, Матусевич, Матушевич, Мацевич, Мацкевич,
 стр. 70
Машевский, Межанский, Меженин, Мезян, Мейштович, Менчинский, Мержеевский, Мержинский, Мерло, Местер, Мизгер, Микульский, Микуц, Миладовский,
 стр. 71
Милашевич, Милашевский, Милевский, Гольц-Миллер, Миллер, Милькевич, Минаковский, Минкевич, Миньковский, Мирецкий, Миржвинский, Мирковский,
 стр. 72
Миркулевич, Мирошевский, Мисевич, Мисюнский, Митарновский, Митер, Михаелис, Михайлов, Михайловский, Михаловский,
 стр. 73
Михельсон, Михневич, Мицкевич, Мнинский, Могильницкий, Можанский, Можейко, Мозолевский, Мокржицкий, Мокрский, Моллериус, Монкевич, Монюшко, Моравский,
 стр. 74
Мордосевич, Морендо, Мороз, Москевич, Гринкевич-Мочульский, Мошинский, Мощинский, Мрайский, Мрочковский, Мстиховский, Муровицкий, Мурашко, Муромцов, Мухинский,
 стр. 75
Мушкетов, Мыслицкий, Мярковский, Мясковский, Наборовский, Навродзкий, Навроцкий, Нагель, Нагорский, Наплющиц, Нарвойно, Наргелевич, Наржимский, Наркевич, Наркусский, Нарушевич,
 стр. 76
Нарушевич, Неводничанский, Невярович, Невяровский, Недзведзкий, Недзвецкий, Нейманн, Некрашевич, Некраш, Тукальский-Нелюбович, Немиро,
 стр. 77
Щит-Немирович, Неморшанский, Немчинович, Непокойчицкий, Нерезиуш, Неронский, Корзбок-Несиоловский, Неслуховский, Несторович, Нефедов, Нехвядович, Нецеиовский, Нецецкий,
 стр. 78
Ничиперович, Новаковский, Новаш, Новицкий, Новодворский, Новакович, Новомейский, Новосельский, Носенко,
 стр. 79
Ободович, Оборский, Обрицкий, Обромпальский, Обухович, Оверкович, Одорский, Одынец, Озембловский, Окинчиц, Околович, Околов,
 стр. 80
Окулевич, Окулич, Олевинский, Олекевич, Олендзкий, Олехнович, Олешкевич, Олешо, Олисевич, Олиферович, Ольшевский,
 стр. 81
Оношко, Онуфрович, Ордо, Ордынец, Оржельский, Оржеховский, Оржешкевич, Орловский, Граф О'Рурк, Орцюх, Осецимский, Осипович, Осеевский, Оскерко,
 стр. 82
Осмоловский, Оржешко-Острейко, Островский, Логвин-Островский, Оссовский, фон-Оффенберг, Охотницкий, Охримович, Очеповские,
 стр. 83
Ошторп, Павинский, Павликовский, Павлович, Павлов, Павлюц, Паевский, Пальчевский, Пальчинский, Парникель, Парфиянович, Пархимович,
 стр. 84
Пацкевич, Пашкевич, Пашковский, Певцевич, Пекарский, Пеликша, Пержхальский, Перхорович, Домашевский-Песляк, Пестов, Петкевич,
 стр. 85
Петрашевский, Петрашкевич, Струмилло-Петрашкевич, Петриковский, Петрожицкий, Петрозолин, Куршевский-Петрусевич, Пешко, Пилецкий, Пилявский, Пищалло, Пионтковский, Пиотрович,
 стр. 86
Пиотровский, Пиотух, Плавинский, Плавский, Пласковицкий, Плевако, Плещинский, Плонский,
 стр. 87
Ноздрин-Плотницкий, Родцевич-Плотницкий, Вабищевич-Плотницкий, Янкевич-Плотницкий, Плышевский, Погоский, Подвысоцкий, Подлецкий, Подолецкий, Пожариский, Позняк, Покемпинович, Покрошинский, Политанский, Поллевич,
 стр. 88
Полоневич, Полонский, Шемиот-Полочанский, Полховский, Полянский, Поморский, Пономарев, Понсет-де-Сандон, Мишкевич-Попейко, Поплавский, Поповский, Попов, Попялковский, Поразинский, Поржецкий,
 стр. 89
Поровский, Порчинский, Посеницкий, Постников, Потоцкий, Потржебский, Поцейко, Правдзик, Правохенский, Пржездецкий, Пржелясковский, Пржесланский, Пржиборо, Пржибытко, Пржигодзкий,
 стр. 90
Пржилуцкий, Проволович, Прозоркевич, Прозор, Прокопович, Протасевич, Протасовский, Прошинский, Прушановский, Прушковский, Пстроцкий, Пташицкий, Пузиновский,
 стр. 91
Пузыно, Пульман, Пульяновский, Пухальский, Пуцято, Пушкин, Пущин, Пясецкий, Рабцевич, Равич, Раво, Радецкий, Радзивиллович,
 стр. 92
Князь Радзивилл, Райкевич, Бальдвин-Рамульт, Ральцевич, Ранвид, Ранцевич, Ратомский, Ратынский, Рацевич, Рачкевич, Рачковский, Рдултовский, Ревенский, Ревкевич, Рейтен, Рейхнау,
 стр. 93
Ремпель, Рен, Реутт, Рехневский, Решко, Ржеуский, Ржечицкий, Робуш, Ровинский, Рогалевич, Роговский, Рогоза, Родевич, Родзевич,
 стр. 94
Ратьков-Рожнов, Граф Розвадовский, Роздяловский, Рокицкий, Романович, Романовский, Романус, Рончинский, Росинский,
 стр. 95
Россудовский, Ростовский, Росцишевский, Роткевич, Рошковский, Рубес, Рудзинский, Рудзеевский, Рудницкий, Русецкий,
 стр. 96
Рутковский, Рыбалтовские, Рыбников, Рыгельский, Рыдзевский, Рыжий, Рымашевский, Рымша,
 стр. 97
Рынейский, Рытвинский, Рышкевич, Рязанов, Рязанский, Савинич, Савицкий, Савич, Садковский,
 стр. 98
Садовский, Сакович, Соченко-Сакун, Сальманович, Самович, Самойлов, Ленчевский-Самотый, Саноцкий, Санцевич, Саплица, Саприновский, Сардих, Сасинович, Демиро-Саульский, Сахаров,
 стр. 99
Свежинский, Свенторжецкие, Свенцицкий, Свеншковский, Светлик, Светлицкий, Свидерский, Свидзинский, Свидо, Свирский,
 стр. 100
Северин, Севрук, Сегень, Сейфард, Секержицкий, Селиверстов, Селицкий, Селлява, Семашко, Семенкевич,
 стр. 101
Семенович, Семирадзкий, Сенькевич, Сенкевич, Сенявский, Сергеевич, Сержпутовский, Сивицкий, Сидорович, Волгиневич-Сидорович, Сидорович, Сикорский,
 стр. 102
Сипайло, Сицинский, Скальский, Скарго, Скварковский, Скибицкий, Скиндер, Скирмунт, Скоковский, Скоробогатый, Скоротецкий, Скорыно, Скочинский, Скуратович,
 стр. 103
Славинский, Славошевский, Слезер, Слизень, Словинский, Сломский, Сегней-Слотвинский, Слухоцкий, Смолич, Смольский, Смоляк, Соболевский,
 стр. 104
Соботковский, Собоцкий, Совинский, Сокальский, Кутыловский-Сокол, Соколович, Соколовский, Соколов,
 стр. 105
Сокульский, Солиманих, Соллогуб, Пересвет-Солтан, Сомкович, Сондаго, Сопоцько, Сороко, Сорочинский, Сосиновский, Сосновский, Спасович, Стабровский, Ставерей, Станевич,
 стр. 106
Станишевский, Станкевич, Старевич, Старжинский, Статковский, Стацевич, Сташевич, Сташевский, Бруцкий-Стемпковский, Степновский, Стеткевич,
 стр. 107
Стетынский, Стефанович, Стецевич, Сацкевич-Стецкевич, Столыгво, Миржинский-Стом, Стопинский, Стоцкий, Стравинский, Стретович, Стржалко, Стржалковский, Строковский, Згерский-Струмилло, Стычинский, Судаков,
 стр. 108
Судзя, Судник, Гринкевич-Судник, Сульжинский, Супруненко, Суревич, Сусский, Сухоржебский, Сухоржевский, Сухоцкий, Турчинович-Сушицкий, Сушицкий, Сушкевич, Сущевич, Сущинский,
 стр. 109
Сцепуро, Сченснович, Сымонович, Сыцько, Сыч, Табортовский, Танаевский, Тарайковский, Тарасевич, Таргонский, Тарковский, Тарловский,
 стр. 110
Тарновский, Тарногурский, Тарнопольский, Татур, Таурогинский, Твардовский, Тераевич, Тереков, Терлецкий, Тересани, Терехович, Теше, Тиль,
 стр. 111
Тимофеев, Тихонович, Гедройц-Товсцик, Токарев, Токарский, Толкач, Тольксдорф, Томашевич, Томашевский,
 стр. 112
Томкович, Томорович, Торчинский, Трацевский, Тржецяк, Тржцинский, Триденский, Трофимов, Трончинский, Трусевич, Трусковский, Трухновский, Тугановский, Туловский, Тумилович,
 стр. 113
Тупальский, Туревич, Тур, Турский, Турчинович, Тыминский, Тычино, Тышкевич, Граф Тышкевич, Тржаско-Тышко, Тышко, Уейский, Узловский,
 стр. 114
Уминский, Унгерман, Униховский, Наковицкий-Урбанович, Урбанович, Уссаковский, Усцинович, Фаленский, Фальковский, Федзюшко, Гриневецкий-Федорович, Федорович, Фельбер,
 стр. 115
Филипович, Фиялковский, Флориянович, Фогель, Фогт, де-Фоурман, Франковский, Францкевич, Фрейт, Фрибес, Фрик,
 стр. 116
Фрич, Невядовский-Фурович, Фурс, Ханецкий, Харевич, Харлампович, Хелмовский, Хелховский, Хижняков, Хилькевич, Хлопицкий, Хлюдзинский, Хмара, Хмелевский, Довгялло-Хморович, Хмызовский,
 стр. 117
Ходасевич, Хоецкий, Хоминский, Хомич, Хотковский, Хоцянович, Хрепкович, Хржановский, Хрисцинич, Хроновский, Хруцкий, Хрщанович, Годыцкий-Цвирко, Цепринский-Цекавы, Целлица,
 стр. 118
Церпицкий, Цеханович, Цеханский, Цешиовский, Цешковский, Цыбульский, Цыммерман, Цюндзевицкий, Чайковский, Чаплеевский, Чаплинский, Чаплиц,
 стр. 119
Граф Гуттен-Чапский, Чарковский, Чарнецкий, Чарноцкий, Чарнышевич, Чашинский, Чекотовский, Черепович, Черневский, Черник, Черниховский, Дунай-Чертович, Чехович,
 стр. 120
Чеховский, Чечот, Чиж, Чижик, Чмыхов, Чоглоков, Чортович, Чугалинский, Чулицкий, Шабловский, Шаболовский, Шабуневич,
 стр. 121
Шабуней, Шабуневский, Шадурский, Шалькевич, Шантырь, Шанявский, Шафалович, Шверин, Шевич, Шембель, Шеметылло, Шендзиковский, Шеншин,
 стр. 122
Шикер, Шимановский, Шиманский, Шимкевич, Шимборский, Ширма, Шишко, Шишло, Шкленник, Шкодо, Шкультецкий, Шловенец, Шолковский,
 стр. 123
Шоломицкий, Шпаковский, Шпиганович, Шпилевский, фон-Шпиндлер, Шпехальский, Отмар-Штейн, Шуляковский, Шумовский, Шумский,
 стр. 124
Шуневич, Шунейко, Шустов, Щербинский, Щигельский, Щипилло, Щотковский, Щука, Эйсымонт, Эйтвид, Эстеррейхер, Эстко, Юзвикевич, Юндзилло,
 стр. 125
Гедройц-Юраго, Юрак, Юревич, Юркевич, Юрьевич, Юхнович, Юшкевич, Яблонский, Шубо-Яблонский, Яблошевский, Явид,
 стр. 126
Яворовский, Яворский, Явшиц, Ягмин, Яголковский, Язвинский, Язинский, Якимов, Яковлев, Хилкевич-Якубович, Якубовский, Якутович, Яниславский,
 стр. 127
Ролич-Яницкий, Янишевский, Янковский, Янович, Яновский, Янтовский, Янушевский, Янушкевич,
 стр. 128
Янушковский, Ярковский, Ярмолинский, Ярмолович, Ярнутовский, Яроцкий, Ярошевич, Бартновский-Ярошевич, Ясевич, Ясенский,
 стр. 129
Ясинский, Ястржембский, Яхимович, Яцевич, Яцкевич, Яцыно, Ячиниц, Ячиновский, Ящиковский.
 стр. 130 «Татарские роды, внесенные в особо установленный список»
Александрович, Базаревский, Бицютко, Богданович, Гембицкий, Корицкий, Мусич, Мухля, Раецкий, Сафаревич, Смольский, Шагуневич, Юзефович, Якубовский.

### Количество однофамильцев
- Абрамович — 3; Абрамовский — 2; Адамович — 8; Александрович — 2; Антонов — 2; Арцимович −2; Арцишевский — 4; Барановский — 3; Баранцевич — 2; Бартошевич — 3; Бересневич — 4; Богданович — 3; Дворжецкий-Богданович — 2; Богуцкий — 3; Богуш — 2; Борисевич — 2; Борковский — 2; Боровский — 2; Бородзич — 3; Борсук — 2; Бржезинский — 2; Бржозовский — 4; Булгак — 4; Бутвиловский — 3; Бучинский — 2; Быковский — 5; Былино — 2; Белявский — 3; Беляцкий — 2; Валицкий — 2; Ванькович — 2; Василевский — 6; Вераксо — 2; Вержбицкий — 2; Верниковский — 2; Вирпша — 2; Витковский — 3; Вишневский — 5; Войнилович — 4; Войнич — 3; Войцеховский — 2; Волк — 4; Ланевский-Волк — 2; Воллович — 3; Володзько — 3; Вольский — 4; Врублевский — 2; Высоцкий — 4; Вышомирский — 2; Гациский — 2; Герман — 2; Дзевялтовский-Гинтовт — 2; Глинский — 2; Головня — 2; Гомолицкий — 3; Горбатовский — 4; Горский — 2; Грабовский — 2; Грегорович — 3; Гриневецкий — 2; Гриневич — 3; Гриневский — 4; Гринкевич — 2; Гурский — 4; Гуторович — 3; Давидовский — 2; Данейко — 2; Данилевич — 2; Корибут-Дашкевич — 2; Добровольский — 9; Довнарович — 2; Запольский-Довнар — 4; Доманский — 2; Домашевич — 2; Донброво — 2; Донбровский — 3; Дроздовский — 3; Еленский — 2; Есьман — 3; Жаврид — 2; Жданович — 2; Круковский-Жданович — 2; Жилинский — 2; Жуковский — 4; Журавский — 2; Заблоцкий — 2; Забелло — 3; Завадзкий — 4; Завитневич — 2; Загоровский — 2; Залеский — 5; Замбржицкий — 3; Захарченко — 2; Зданович — 2; Зенькович — 2; Зенович — 3; Зубович −2; Ивановский — 5; Иванов — 2; Ивашкевич — 8; Иозефович — 3; Каменский — 2; Карпович — 5; Карчевский — 2; Касперович — 2; Кашиц — 2; Квятковский — 3; Керсновский — 3; Кисель — 2; Клечковский — 3; Кобылинский — 2; Ковалевский — 3; Ковнацкий — 2; Козловский — 6; Козляковский — 2; Козубовский — 2; Колесинский — 2; Колковский — 2; Кондратович — 2; Карафа-Корбут — 5; Корженевский — 3; Корзон — 2; Корзун — 2; Короткевич — 2; Корсак — 3; Котович — 3; Краевский — 2; Красинский — 2; Крашевский — 2; Кржижановский — 4; Кунцевич — 6; Кучинский — 2; Кузьменковы — 2; Лазаревич — 2; Лазовский — 2; Лапицкий — 2; Лаппо — 2; Левицкий — 3; Левкович — 3; Липинский — 3; Липницкий — 4; Липский — 3; Лисицкий — 2; Лисовский — 2; Лиходзеевский — 2; Лукашевич — 7; Лычковский — 2; Лясковский — 2; Малиновский — 2; Малишевский — 2; Малышевич — 2; Маньковский — 2; Маркевич — 2; Марцинкевич — 5; Масловский — 2; Матусевич — 4; Мацкевич — 3; Мержеевский — 2; Миладовский — 2; Милькевич — 3; Минкевич — 3; Михаловский — 7; Мицкевич — 2; Могильницкий — 2; Моравский — 3; Невярович — 2; Невяровский — 2; Недзвецкий — 3; Немиро — 3; Немчинович — 2; Неронский — 2; Новаковский — 2; Новицкий — 6; Новодворский — 2; Обухович — 2; Одынец — 2; Окинчиц — 2; Околов — 2; Олендзкий — 2; Олешкевич — 3; Ольшевский — 3; Оржеховский — 2; Орловский — 2; Оскерко — 2; Осмоловский — 3; Островский — 4; Оссовский — 2; Павлович — 4; Пальчевский — 2; Пашкевич — 4; Пекарский — 3; Петрашкевич — 2; Пионтковский — 2; Пиотрович — 5; Пиотровский — 4; Плевако — 2; Позняк — 2; Полоневич — 2; Пржездецкий — 2; Протасевич — 3; Пузиновский — 2; Пуцято — 2; Пущин — 2; Родзевич — 6; Романович — 2; Романовский — 2; Рудзинский — 4; Русецкий — 4; Рутковский — 3; Рыдзевский — 4; Рымашевский — 4; Рымша — 3; Рытвинский — 2; Савицкий — 2; Савич — 3; Садовский — 2; Свенцицкий — 5; Свидерский — 3; Свирский — 3; Севрук — 2; Селицкий — 3; Семашко — 2; Семенкевич — 2; Семирадзкий — 2; Сивицкий — 2; Сикорский — 2; Скоробогатый — 2; Скуратович — 2; Смолич — 3; Соболевский — 3; Соколович — 2; Соколовский — 8; Сосновский — 2; Станкевич — 5; Стеткевич — 2; Сухоцкий — 2; Сущинский — 2; Сыцько — 3; Тарасевич — 2; Татур — 2; Тераевич — 2; Терлецкий — 2; Тимофеев — 2; Томашевич — 2; Томашевский — 5; Томкович — — 2; Узловский — 4; Урбанович — 2; Фальковский — 2; Федорович — 2; Филипович — 4; Фиялковский — 3; Ходасевич — 2; Цеханович — 2; Цешковский — 2; Чайковский — 2; Чаплиц — 2; Чарноцкий — 2; Чехович — 4; Чечот — 4; Шабуней — 2; Шиманский — 3; Шишко — 2; Шолковский — 3; Шоломицкий — 2; Шпаковский — 3; Шпилевский — 3; Шловенец — 3; Эйсымонт — 2; Эстко — 2; Юревич — 2; Юрьевич — 2; Юхнович — 2; Юшкевич — 3; Яголковский — 2; Якубовский — 3; Янишевский — 3; Янковский — 5; Яновский — 3; Янушкевич — 3; Яроцкий — 2; Ясевич — 3; Ясинский — 2; Яхимович — 3; Яцевич — 2; Ячиниц — 2. Смольский — 2.